# Polonaise

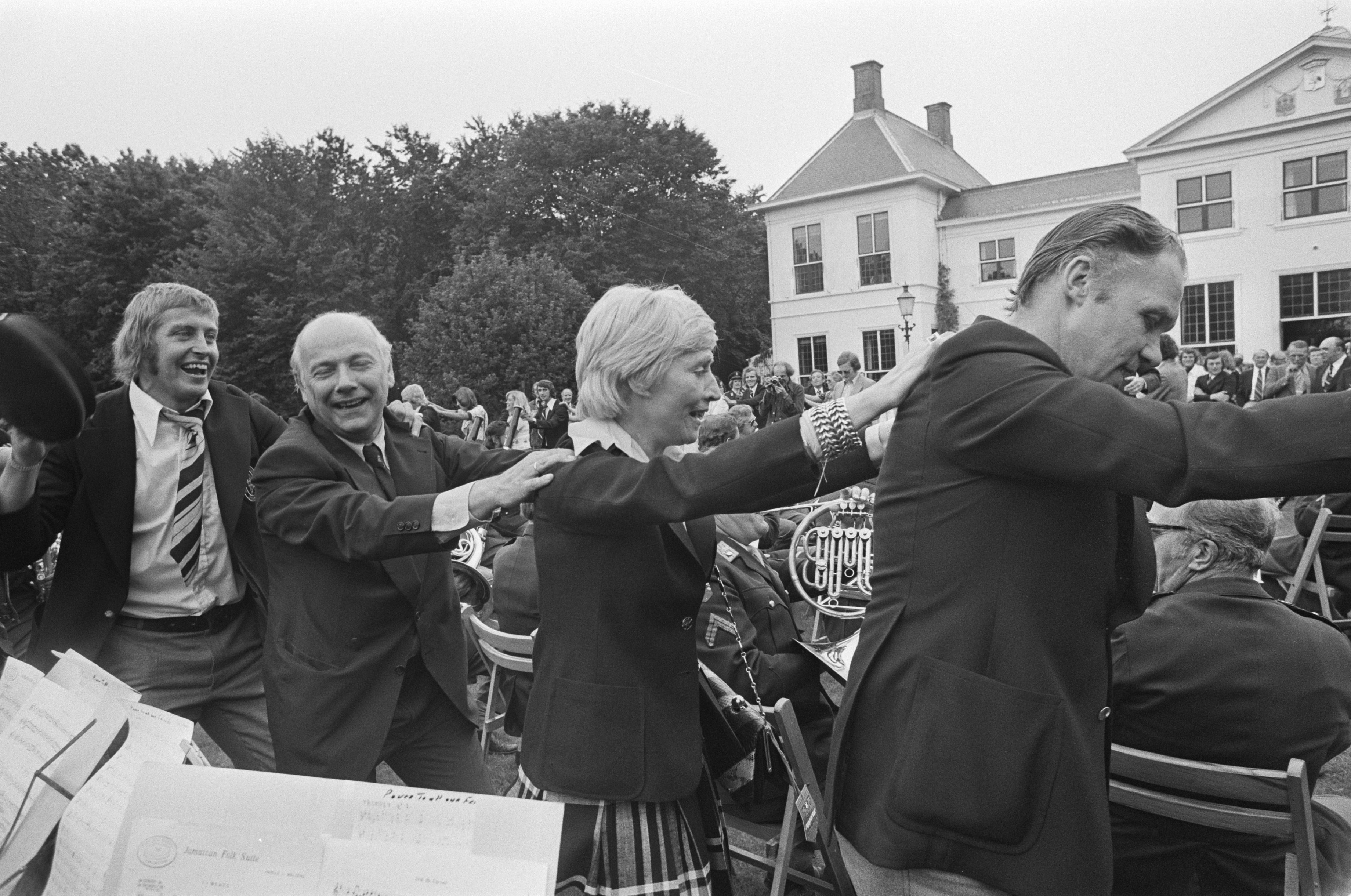
Joop den Uyl in polonaise met het Nederlands Elftal, 1974

De polonaise is een dans die gebaseerd is op een Poolse dans, de Polonez. Aanvankelijk betekende het 'langzame Poolse dans in driekwartsmaat', maar later werd het in Nederland en Vlaanderen gebruikt in de betekenis "dans waarbij men in een sliert achter elkaar host, met de handen op de schouders van de voorgaande persoon" (aldus Van Dale, 2005).
De polonaise wordt onder andere gedanst op bruiloften en tijdens carnaval. Ook tijdens discofeesten wordt de polonaise veel gedanst.

## Klassieke muziek
De componisten Ludwig van Beethoven, Franz Schubert, Carl Maria von Weber, Franz Liszt en vooral Frédéric Chopin componeerden geïnspireerd door de Poolse volksmuziek hun polonaises als zelfstandige muziekstukken. Dit muziekgenre dient te worden onderscheiden van de gelijknamige dans in de volkscultuur.